# Hyacinthe Klosé
Hyacinthe Eléonore Klosé (Corfú, Grecia, 11 de octubre de 1808 - París, Francia, 29 de agosto de 1880) fue un clarinetista y compositor francés que desarrolló una intensa actividad como profesor de clarinete en el Conservatorio de Paris. A la vez, también es ampliamente conocido dentro del mundo del clarinete por su contribución a su modernización, con la aplicación del sistema Boehm de la flauta al clarinete.

## Biografía
En 1831 ingresa en el Conservatorio de Paris donde realiza sus estudios de clarinete con Frédéric Berr. Para Klosé, Berr fue un referente de su instrumento y siempre le dedicó un gran respeto y admiración. Lo consideraba y declaraba como el fundador de la Escuela francesa del clarinete.
Posteriormente, a partir de 1836, ejerce su profesión de clarinetista en la orquesta del Théâtre italien de Paris, nombre con el cual se conocía en aquella época al actual Teatro Nacional de la Opéra-Comique. En dicha orquesta ocupaba la plaza de segundo clarinete asistiendo a su profesor. Tras la muerte de Berr, asiste a Ivan Müller hasta que en el año 1841 consigue la silla de primer clarinete debido a la marcha de Müller. Durante estos años también desarrolla la actividad de profesor en la Escuela Militar de Música y lo compagina con algunas apariciones como solista.
El año de la muerte de Frédéric Berr (1838) supone un cambio significativo en su carrera ya que se incorpora como profesor de clarinete en el Conservatoire de Paris, ocupando la plaza que deja vacía el que había sido su maestro.
En 1864 es distinguido con la concesión del título de Caballero de la Legión de Honor.

## Legado

### Como profesor
Por su clase en el Conservatoire de Paris pasaron muchos alumnos. Algunos de los más destacados fueron Cyrille Rose, Augusta Holmès, Louis Adolphe Mayeur o Adolphe Marthe Leroy, que se convertirá en el sucesor de Klosé como profesor del Conservatorio el año 1868.

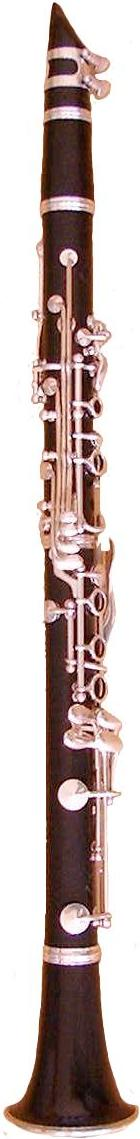
Clarinete

### Como compositor
Hyacinthe Klosé es también conocido como compositor de obras escritas principalmente para clarinete. Escribió algunas obras de concierto y fantasías sobre arias operísticas pero son sus métodos los que se han convertido en obras clave para la posterior enseñanza del clarinete y del saxofón. Para clarinete escribe en 1843 el Méthode complète de clarinette.
Klosé aprendió a tocar el saxofón y tenemos constancia de que incluso lo enseñó a algunos de sus alumnos. Para este instrumento, escribe también un método completo y libros de ejercicios progresivos y estudios como el de 25 Exercices journaliers pour le Saxophone, publicados por primera vez el año 1881 en París.

### Sistema Boehm del clarinete
Klosé quiso seguir con la senda de mejoras en el instrumento que habían iniciado anteriormente Ivan Müller, que había desarrollado el clarinete de trece llaves, y Frédéric Berr. La gran idea de Klosé fue la de aplicar a su instrumento los principios del sistema Boehm que el virtuoso flautista Theobald Boehm había desarrollado para la flauta. De esta manera, y con la estrecha colaboración del constructor Louis-Auguste Buffet jeune, Klosé añade al clarinete las anillas móviles. Esta mejora es presentada en público el año 1843. Conjuntamente con otras pequeñas modificaciones, consigue eliminar digitaciones cruzadas o bifurcadas que podían resultar difíciles y poco ergonómicas, contribuyendo así a la modernización del instrumento.
Este sistema no fue adoptado por todos los fabricantes de clarinetes de la época, y algunos prefirieron seguir con la evolución del instrumento por otras vías. En regiones germánicas y austríacas, el sistema que se acaba desarrollando y adoptando es el sistema Albert, que se inspiraba en las ideas del inventor del saxofón, Adolphe Sax. Este sistema posteriormente acabará evolucionando hacia el actual sistema Öhler.